# Robert Schlienz
Robert Schlienz (* 3. Februar 1924 in Zuffenhausen bei Stuttgart; † 18. Juni 1995) war ein Fußballspieler des VfB Stuttgart und deutscher Nationalspieler. Er gilt als einer der besten Fußballspieler, die der VfB Stuttgart je hervorgebracht hat. Sein Markenzeichen war das Fehlen des linken Unterarms, der ihm 1948 nach einem Autounfall amputiert worden war.

## Laufbahn

### FV Zuffenhausen
Robert Schlienz wuchs im 1931 nach Stuttgart eingemeindeten Zuffenhausen auf. Das Fußballspielen begann der Junge aus der Schwieberdinger Straße als Sechsjähriger beim örtlichen FV Zuffenhausen. Trainiert wurde er von seinem Vater Paul Schlienz, der ebenfalls beim FV Zuffenhausen spielte. Bereits mit sechzehn half Schlienz in der ersten Mannschaft aus. 1942 wurde er mit der A-Jugend des FV Zuffenhausen Württembergischer Gebietsmeister, wobei die Mannschaft in 79 Spielen 73 Siege, bei einem Torverhältnis von 371:45 errang. Auf dem Weg zur Meisterschaft wurden unter anderem die Junioren des VfB Stuttgart mit 6:1 und die der Stuttgarter Kickers mit 7:0 geschlagen, bevor im Endspiel um die Württembergische Jugendmeisterschaft der SSV Ulm mit 3:0 bezwungen wurde.
In der Folge stand das Leben von Robert Schlienz unter dem Schatten des Zweiten Weltkriegs. Am 10. April 1942 beantragte er die Aufnahme in die NSDAP und wurde zum 1. September desselben Jahres aufgenommen (Mitgliedsnummer 9.193.377). Er wurde zum Kriegsdienst einberufen und kam an die Ostfront. Dort wurde er durch eine russische Gewehrkugel am Kiefer verwundet, wovon eine große Narbe im Gesicht zurückblieb. Aufgrund seiner Kriegsverletzung wurde er aus der Wehrmacht entlassen und durfte in seine Heimat zurückkehren.
Gegen Ende des Krieges, als die Spieler knapp geworden waren, erlaubte der Verband den Einsatz von Gastspielern aus anderen Vereinen. Über diesen Weg kam Schlienz, der eigentlich noch als Mittelstürmer für den FV Zuffenhausen spielte, zum VfB Stuttgart. Geholt hatte ihn der ehemalige VfB-Torwart Ernst Schnaitmann, der Schlienz einige Jahre zuvor bereits für die Jugend-Stadtauswahl entdeckt hatte. So bestritt Robert Schlienz in der Saison 1944/45 einige Spiele für den VfB Stuttgart in der Gauliga Württemberg. Er war auch beim letzten Spiel vor Kriegsende gegen die KSG Untertürkheim-Wangen mit auf dem Platz, das am 2. April 1945 beim Stande von 5:2 für den VfB wegen eines Fliegeralarms abgebrochen wurde. Keine drei Wochen später, am 21. April 1945, marschierten die französischen Truppen in Stuttgart ein und besetzten die Stadt. Kurze Zeit später war der Zweite Weltkrieg nach der Kapitulation des Deutschen Reichs beendet.
Nach Ende des Krieges hatte der FV Zuffenhausen, der ab 1943 in der Gauliga spielte, die halbe Mannschaft verloren. Fünf Spieler der erfolgreichen A-Jugendmannschaft von 1942 waren im Krieg gefallen, so dass der Klub aus dem Stuttgarter Norden keine schlagkräftige Mannschaft mehr stellen konnte. Zudem bedeutete die schon kurz nach Kriegsende im Oktober 1945 beschlossene Einführung der Süddeutschen Oberliga als höchster Spielklasse in der Amerikanischen Besatzungszone, einen weiteren Schritt zur Professionalisierung des Fußballs. Mit aus diesem Grund schloss sich Robert Schlienz, auf die erneute Initiative von Ernst Schnaitmann hin, dem in der neu gegründeten Liga spielenden VfB Stuttgart an.

### VfB Stuttgart
Robert Schlienz begann seine Karriere als Mittelstürmer. In der Süddeutschen Oberliga, der damals höchsten Spielklasse in Süddeutschland, erzielte er in der Saison 1945/1946 in 30 Spielen 46 Tore.
Am 14. August 1948 hatte Schlienz einen schweren Autounfall. Weil seine Mutter einen Tag zuvor verstorben war, kam er nicht rechtzeitig zum Mannschaftstreffpunkt und musste privat zu einem Pokalspiel gegen den VfR Aalen in das rund 70 Kilometer von Stuttgart entfernte Aalen nachreisen. Auf der Fahrt geriet er mit seinem von einem Freund geliehenen Opel-Pritschenwagen in ein Schlagloch und kippte mitsamt dem Fahrzeug um. Dabei wurde sein linker Unterarm, den er aufgrund der großen Hitze zuvor aus dem offenen Autofenster gehalten hatte, zerschmettert und musste amputiert werden. Seine Fußballkarriere schien hierdurch beendet, doch sein damaliger Trainer Georg Wurzer machte ihm Mut weiterzumachen. In Sonderschichten studierte er mit Schlienz neue Trainings- und Bewegungsabläufe ein. Zudem nahm Wurzer den einstigen Mittelstürmer auf die Position des Außenläufers zurück, der wenn notwendig auch selbst mit in den Angriff ging, um Tore zu erzielen. Keine vier Monate nach seinem Unfall stand Schlienz am 5. Dezember 1948 beim 2:1-Heimsieg über Bayern München wieder für den VfB auf dem Spielfeld. Die Fachzeitschrift Fußball lobte den Rückkehrer als „körperlich zwar nicht mehr von der einstigen Beweglichkeit, servierte der süddeutschen Oberliga einstiger Rekord-Torschütze doch brauchbare Vorlagen, von denen vor allem Läpple und Barufka profitierten“.
Er spielte von 1945 bis 1960 beim VfB Stuttgart und war der Kapitän der erfolgreichsten Mannschaft des Vereins, die zweimal Deutscher Meister (1950, 1952) und zweimal Deutscher Pokalsieger (1954, 1958) wurde.
1955 und 1956 berief ihn der damalige Nationaltrainer Sepp Herberger für drei Spiele in die deutsche Nationalmannschaft, in denen Deutschland gegen Nordirland, die Niederlande und England antrat.

### Leben nach seiner aktiven Karriere
Nach dem Ende seiner Karriere als Fußballer betrieb Schlienz ein Sportgeschäft am Wilhelmsplatz in Bad Cannstatt. Später verkaufte der Vater zweier Töchter Wein und Geschenkartikel und zog gemeinsam mit seiner Frau Netti ins rund 30 Kilometer südwestlich von Stuttgart gelegene Dettenhausen, Landkreis Tübingen.
Auch dem VfB Stuttgart blieb er treu. Man traf ihn nach seiner aktiven Zeit häufig im Neckarstadion auf der Tribüne und unter Präsident Hans Weitpert war er 1969 sogar für kurze Zeit im Vereinsvorstand, zog sich jedoch bald wieder zurück.
Robert Schlienz starb am 18. Juni 1995 im Alter von 71 Jahren an einem Herzinfarkt. Seiner Beisetzung auf dem Friedhof seines Wohnortes in Dettenhausen wohnten bei strömendem Regen mehr als 300 Trauergäste bei. Bereits wenige Tage nach seinem Tod benannte der VfB Stuttgart sein Amateurstadion in Robert-Schlienz-Stadion um.
Für seine sportlichen Leistungen erhielt er am 25. Juni 1950 das Silberne Lorbeerblatt.

## Erfolge als Spieler
- Deutscher Meister: 1950 und 1952
- Deutscher Vizemeister: 1953
- Deutscher Pokalsieger: 1954 und 1958
- Torschützenkönig der Oberliga Süd: 1945/46 und 1947/48